# Back in Trouble
Back in Trouble é um filme de drama luxemburguês de 1997 dirigido e escrito por Andy Bausch. Foi selecionado como representante de Luxemburgo à edição do Oscar 1998, organizada pela Academia de Artes e Ciências Cinematográficas.

## Elenco
- Thierry van Werveke - Johnny Chicago
- Ender Frings - Chuck Moreno
- Oscar Ortega Sánchez - Coco Moreno
- Nicole Max - Jenny Jakoby
- Dietmar Schönherr - Dinkelmann
- Sascha Ley - Juliette Kalmes-Moreno
- Claudine Thill - Camilla Drache
- Fatih Akin - Kebab-Fatih